# Chiesa di San Giuseppe (Castel Goffredo)
La chiesa di San Giuseppe è un edificio religioso sito nel centro storico di Castel Goffredo, in provincia di Mantova.

## Storia
L'edificio principale, presente nelle mappe agli inizi del Cinquecento, era costituito dalla stalla o scuderia e da un rustico adibito a luogo delle artiglierie dei Gonzaga che risiedevano nel vicino Palazzo Gonzaga-Acerbi.
Con decreto del 1728 del principe Filippo d'Assia, governatore di Mantova, fu ceduto alla "Compagnia del Santissimo Sacramento" che, nel 1729, lo trasformò in luogo di culto.
La chiesa restò sconsacrata per diversi anni e negli anni Settanta fu restaurata all'interno e adibita a luogo di eventi culturali e mostre. Nel 2004 fu nuovamente adibita a luogo di culto.

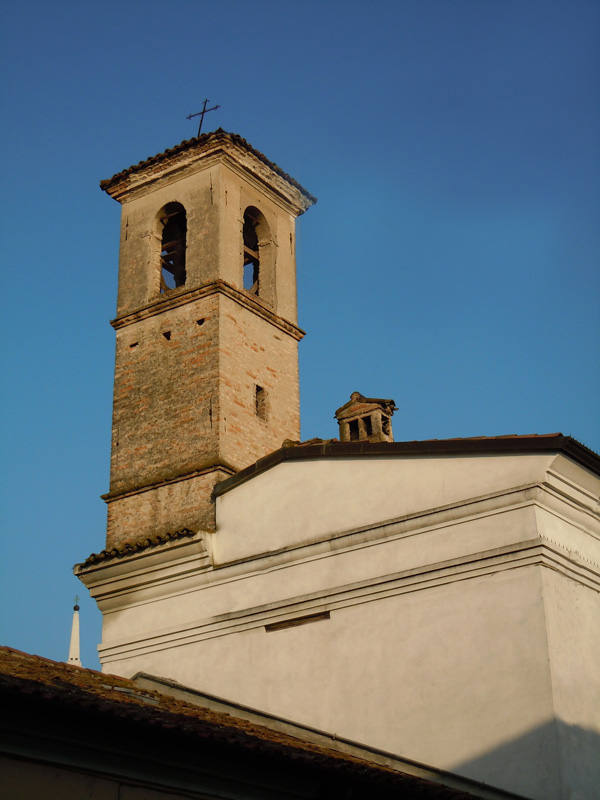
Il campanile

## Descrizione
La chiesa, che si affaccia sulla centrale via Andrea Botturi, ha un prospetto molto semplice costituito da lesene con timpano e un portale in marmo lavorato in stile barocco. 

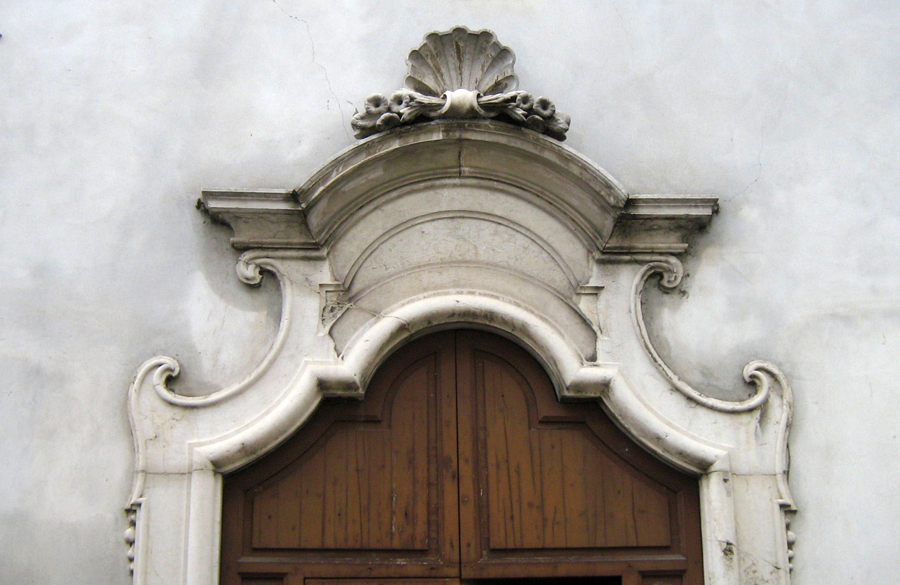
Portale barocco

L'interno è a navata unica con lesene e volta a vela. Sulla parete di fondo è presente l'altare ligneo barocco.
Della chiesa fanno parte anche l'antica sagrestia, trasformata in abitazione e un piccolo campanile.

### Altre fonti
- 1999 – Immagina. Castel Goffredo: l'evoluzione di un territorio, CD-ROM, a cura del Comune di Castel Goffredo.